# Cyril Sidlow
Cyril Sidlow (* 26. November 1915 in Colwyn Bay; † 12. April 2005 in Wolverhampton) war ein walisischer Fußballtorwart. Nach Anfangsjahren bei den Wolverhampton Wanderers und einer mehrjährigen, kriegsbedingten Unterbrechung war er zwischen 1946 und 1950 Stammtorhüter des FC Liverpool, der in der Saison 1946/47 die englische Meisterschaft gewann.

## Sportlicher Werdegang
Nachdem Sidlow in seiner nordwalisischen Heimat für Vereine wie Abergele, Flint Town und Llandudno Town zwischen den Pfosten gestanden hatte, verpflichten ihn im  Mai 1937 die in der ersten englischen Liga spielenden Wolverhampton Wanderers für eine Ablösesumme von 100 Pfund. Im April 1938 bestritt er als Ersatz für den damaligen Stammkeeper Alex Scott seine ersten drei Ligaspiele für die „Wolves“. Dazu zählte ein spektakulärer 10:1-Sieg gegen Leicester City, bei dem er sich jedoch an der Schulter verletzte. Nach nur einem weiteren Auftritt in der folgenden Saison 1938/39 sorgte auch der Ausbruch des Zweiten Weltkriegs dafür, dass sich Sidlows Profikarriere nicht weiterentwickeln konnte. Zwar kam er in der sogenannten „Kriegsspielzeiten“ regelmäßig in Wolverhampton zum Einsatz, aber die Aussetzung des regulären Ligaspielbetriebs bis 1946 bedeutete, dass der mittlerweile 30-Jährige einen Großteil seiner möglichen Profijahre „verloren“ hatte. Dazu kam, dass er von dem späteren englischen Nationaltorwart Bert Williams verdrängt worden war. Daher ließen ihn die Wolves im Februar 1946 zum Ligakonkurrenten FC Liverpool ziehen.
Der groß gewachsene Sidlow übernahm sofort in der Mannschaft von Trainer George Kay die Rolle des Stammkeepers und im Verlauf der Saison 1946/47 kam es im Titelrennen zu einem „Showdown“ zwischen Liverpool und Wolverhampton. Die Ausgangslage wirkte pikant, denn Sidlow trainierte üblicherweise weiter in Wolverhampton und stieß erst für die Spiele zu seinen Liverpooler Mannschaftskameraden. Dazu waren Sidlow und Williams Nachbarn und freundschaftlich verbunden. Als Liverpool dann beim Tabellenführer Wolverhampton antrat, zeigte Sidlow jedoch eine gute Leistung. Mit einem 2:1-Sieg übernahm Liverpool den ersten Platz und gewann die englische Meisterschaft. In den folgenden drei Jahren blieb Sidlow eine feste Größe in Liverpools Abwehrverbund und in der Saison 1949/50 verhalf er dem Klub zum Einzug ins Endspiel des FA Cups. Die Partie ging jedoch mit 0:2 gegen den FC Arsenal verloren. Ab Oktober 1946 absolvierte er dazu sieben Länderspiele für die walisische Nationalmannschaft, wobei die letzte Begegnung gegen England (1:4) deswegen bemerkenswert war, weil sich auch hier Sidlow und Williams gegenüberstanden.
Zu Sidlows Stärken zählten die weiten Abwürfe, die er Abschlägen per Fuß vorzog. Dazu zeichnete ihn ein gutes Positionsspiel aus; er fiel aber weniger durch spektakuläre Abwehraktionen auf. Im Verlauf der Spielzeit 1950/51 verlor Sidlow den Stammplatz im Tor und am 4. November 1950 kassierte er bei seinem letzten Einsatz gegen Newcastle United vier Gegentore. Danach ersetzte ihn der deutlich jüngere Russell Crossley, den Sidlow seinem Klub ursprünglich sogar einmal empfohlen hatte. Nach dem Ende der Saison 1951/52 verließ Sidlow Liverpool in Richtung des AFC New Brighton und ließ seine Karriere beim FC Sittingbourne in der Kent League ausklingen. Nach dem Ende seiner Fußballerlaufbahn arbeitete Sidlow als Zimmermann. Er starb am 12. April 2005 im Verlauf seines 90. Lebensjahrs.

## Titel/Auszeichnungen
- Englische Meisterschaft (1): 1947